# 阿富汗人 (小說)
《阿富汗人》（The Afghan）是英国政治惊悚小说大师弗雷德里克·福赛思（英文：Frederick Forsyth）的作品。英文原版出版于2006年，之后被译为中文并于2009年在中国出版。

## 情节概要
在巴基斯坦的一次由MI6，CIA，与ISI联合起来的反“基地”组织行动中，一个代号为“伊斯拉”的重大恐怖行动浮出了水面，而这项秘密行动则立即引起了最高等级授权的调查。
三个情报局为了了解更多的情报，不惜使用任何手段，包括向“基地”组织中安插一名卧底。特里·马丁博士，一名为了研究古兰经代码“伊斯拉”而专门被聘请来的阿拉伯问题专家，无意中提起了他的哥哥，英国特种部队退役军官麦克·马丁上校，可以冒名顶替一名阿富汗人。他从他母亲与外婆那里所遗传下来的黝黑的皮肤是一个完美的掩护，再加上他在阿富汗协助穆斯林游击队时所学会的近乎完美的阿拉伯语和普什图语，似乎没人能比他更胜任充当这个卧底了。
CIA与MI6立即对麦克的特殊能力表现出了兴趣，并将他召回部队以准备渗透进“基地”组织。他将装扮成伊兹玛特汗，一位正被关押在关塔那摩湾的塔利班指挥官，因为他与麦克之间曾有过共同的历史。麦克在伊兹玛特汗小时候曾在沙漠里将受伤的他从一架苏联武装直升机下救出，并把他抬到了由一位叫艾曼·扎瓦希里所开的诊所中，而且还在那里见到了奥萨马·本·拉登本人。美国当时发射的一发为报复1998年东非炸弹袭击的导弹击中了托拉博拉的一个山坡，导致了山体滑坡，将伊兹玛特汗的村庄埋了起来。从此他发誓要向美国报仇，并且加入了塔利班组织，后在卡拉伊贾吉战役中被抓获。
麦克进而开始接受训练以了解伊兹玛特汗生活的每一个细节（包括用普什图语念穆斯林的祷告），而伊兹玛特汗此时正被准备押送回到阿富汗。CIA特工将伊兹玛特汗绑架并押到了一个位于华盛顿的秘密的安全屋，并且让麦克以他的身份去阿富汗。ISI则负责设计了他抵达阿富汗之后的逃脱计划，然后他先后去了“基地”组织在巴基斯坦和阿联酋的安全屋，在经过一系列的身份认证后，终于被“基地”组织代表承认为了本国人。审问过程涉及到了伊兹玛特汗生活的每个细节，包括检查他从阿富汗留下来的旧伤。
被“基地”组织正式承认为了伊兹玛特汗，麦克自愿要求加入“伊斯拉”行动。计划的一部分是让一名组织人员伪装成商人来包租一艘货轮和一艘油轮以运载液化石油气。货轮之后被海盗劫持，船员无一幸存，货船本身也被沉没。而那艘油轮则被带到了婆罗洲的一个秘密的海港改装成了货船。同时另一组人员在加勒比海劫持了一艘货轮以诱引海警使油轮得以安全通过。麦克成功地警告了他的上级油轮上的液化石油气及其危险性，但在接下来的几个星期中困在这艘从印度洋进入美国东海岸的油轮上，而海警正在日夜不惜地调查着在太平洋的每一艘船。
与此同时，美国空军的一架F-15E战斗轰炸机在飞往麦科德空军基地的途中出现了引擎故障，因而偶然坠机在CIA关押伊兹玛特汗的安全屋附近，使得他得以逃离。一个小型特种部队开始搜寻伊兹玛特汗，并从美国国境内将他在加拿大打电话时击杀。
最终油轮行驶到了大西洋的中部，八国集团首脑峰会此时正在附近的瑪麗皇后二號上召开。麦克终于明白了恐怖分子要点燃油轮并炸掉不远处客轮，刺杀各国首脑的计划。在最后一刻，麦克通过牺牲自我挽回了一场惨剧的发生。

## 背景
《阿富汗人》，同样以马丁兄弟作为主角，可以被认为是《上帝的拳头》的续集。但是因为不明的原因，福赛思改写了两兄弟的背景故事。在《上帝的拳头》中，他们的父母与1952年在伊拉克结婚，麦克在1953年出生，特里于1955年。而在《阿富汗人》中，他们的父母等了10年才决定生的孩子。也因此，麦克的军事纪录也推后了10年，以此他的生涯包含了驻扎在北爱尔兰和阿富汗的部分。两个故事的相重叠的部分在麦克逃离伊拉克并差点被外籍军团射杀之后结束。

## 评价
出版之后，《阿富汗人》收到了褒贬不一的评价。柯克斯杂志将本书评为“九一一后西方的又一次灾难”。